# Stefan Groothuis
Stefan Groothuis (* 23. November 1981 in Empe) ist ein niederländischer Eisschnellläufer, der auf Strecken von 500 bis 1500 Meter spezialisiert ist.
Stefan Groothuis debütierte im November 2002 beim Weltcup von Nagano. Bis März 2013 lief der mehrfache niederländische Meister (über 1000 und 1500 Meter sowie im Sprintvierkampf) neunmal auf den ersten Platz bei einem Weltcuprennen. Sein bestes Ergebnis im Weltcup erreichte er dabei 2011/12, wo er das erste Mal den Gesamtweltcup über 1000 Meter gewinnen konnte.
Groothuis hat an den Olympischen Spielen 2010 in Vancouver teilgenommen. Seine beste Platzierung erreichte er mit einem vierten Platz über 1000 Meter. Bei der WM 2011 in Inzell wurde er Dritter über 1000 m. Sein erfolgreichstes Jahr war aber 2012, wo er bei der Sprint-WM in Calgary im Sprintvierkampf und bei der Einzelstrecken-WM in Heerenveen über 1000 Meter jeweils den Weltmeistertitel gewinnt.
Bei den Olympischen Winterspielen 2014 in Sotschi gewann er die Goldmedaille über 1000 m.

## Weltcupsiege

### Weltcupsiege im Einzel
| Nr. | Datum             | Ort           | Disziplin |
| --- | ----------------- | ------------- | --------- |
| 1.  | 9. November 2008  | Berlin        | 1000 m    |
| 2.  | 4. Dezember 2010  | Changchun     | 1000 m    |
| 3.  | 5. Dezember 2010  | Changchun     | 1000 m    |
| 4.  | 30. Januar 2011   | Moskau        | 1000 m    |
| 5.  | 6. März 2011      | Heerenveen    | 1000 m    |
| 6.  | 18. November 2011 | Tscheljabinsk | 1500 m    |
| 7.  | 20. November 2011 | Tscheljabinsk | 1000 m    |
| 8.  | 27. November 2011 | Astana        | 1000 m    |
| 9.  | 9. März 2013      | Heerenveen    | 1000 m    |

### Weltcupsiege im Team
| Nr. | Datum             | Ort        | Disziplin    |
| --- | ----------------- | ---------- | ------------ |
| 1.  | 14. November 2015 | Calgary    | Teamsprint 1 |
| 2.  | 12. März 2016     | Heerenveen | Teamsprint 1 |